# Іштван Єкль
Іштван Єкль (угор. Jeckl István, нар. 1907 — пом.?) — угорський футболіст, що виступав на позиції правого крайнього нападника.
У вищому угорському чемпіонаті грав у складі двох команд: «Вашаша» і «Хунгарії». Виступаючи за «Хунгарію», став чемпіоном Угорщини в 1929 році. Зіграв у тому сезоні 6 матчів і забив 4 м'ячі. В тому ж 1929 році відіграв у двох матчах Кубка Мітропи, престижного міжнародного турніру для найсильніших команд центральної Європи. В 1/4 фіналу «Хунгарія» поступилась австрійській «Вієнні» (1:4, 0:1).

## Досягнення
- Чемпіон Угорщини: 1928–29
- Бронзовий призер Чемпіонату Угорщини: 1929–30